# Balagere, Gauribidanur
Balagere là một làng thuộc tehsil Gauribidanur, huyện Kolar, bang Karnataka, Ấn Độ.